# Speelgoedmuseum Mechelen

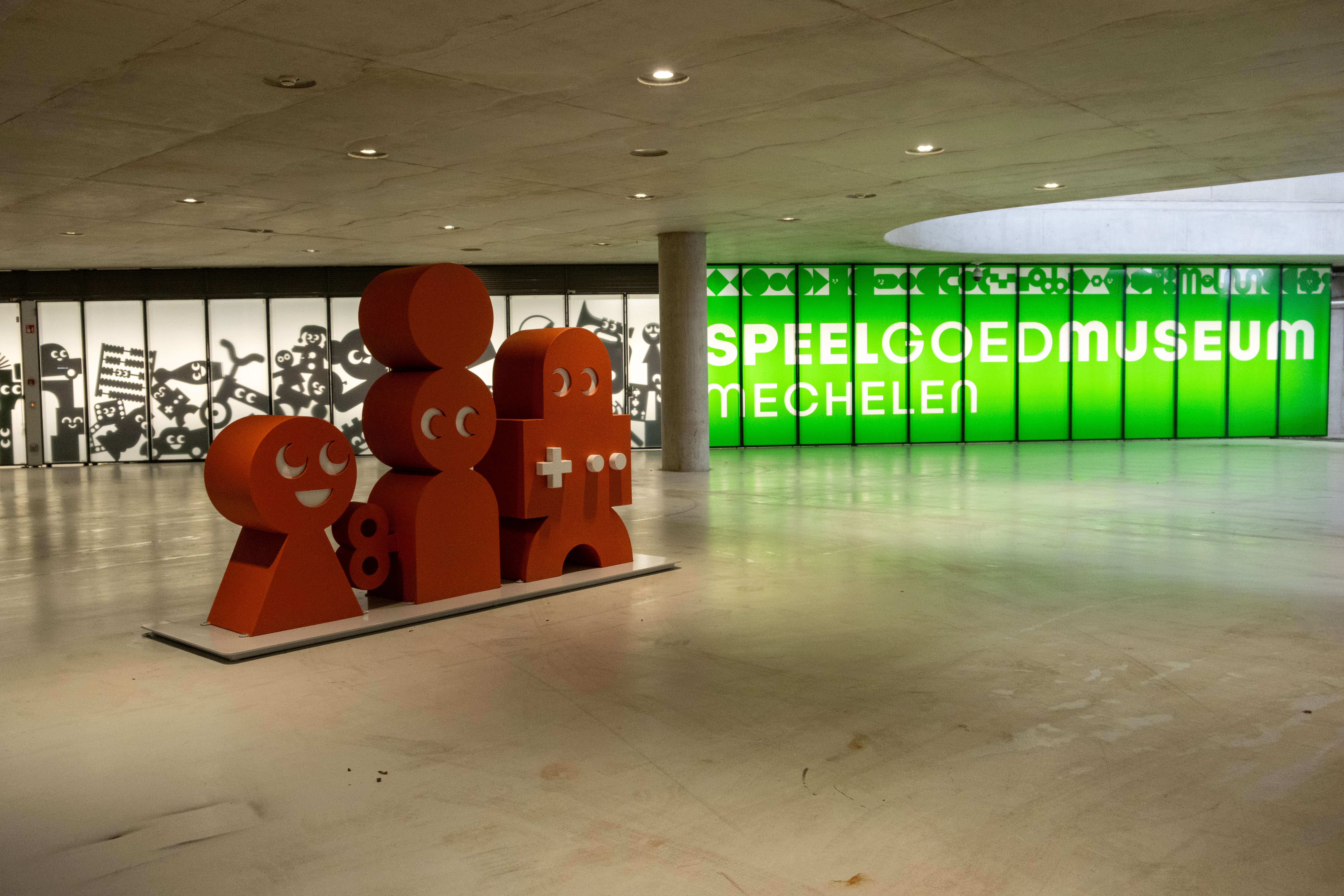
De gevel van het nieuwe Speelgoedmuseum Mechelen gelegen in de stationsomgeving van Mechelen.

Het Speelgoedmuseum Mechelen is een Belgisch museum dat een collectie oud en hedendaags speelgoed herbergt op een oppervlak van 3400 m².
Het museum bestaat sinds april 1982. Sinds 1998 is het een erkend museum. In 2024 verhuisde het museum naar het koning Albertplein aan station Mechelen. Daarvoor was het gelegen in de Mechelse wijk Nekkerspoel in de gebouwen van de vroegere Meubelen Nova. 
In een viertal zones krijgen de bezoekers het verhaal van spel en speelgoed te zien en te horen. Zo is er een zone over wat speelgoed is en hoe het spelen in de tijd geëvolueerd is. In een derde zone komt het thema waarom we spelen aan bod. Dat is een belangrijke omdat hierin een groot deel van de collectie terechtkomt. Tenslotte is er nog een vierde zone met het thema Wie speelt er.
Daarnaast zijn er wisselende tentoonstellingen. Het museum kent ook een educatieve dienst met uitgewerkte schoolprogramma's.